# Hogepriester van Amon

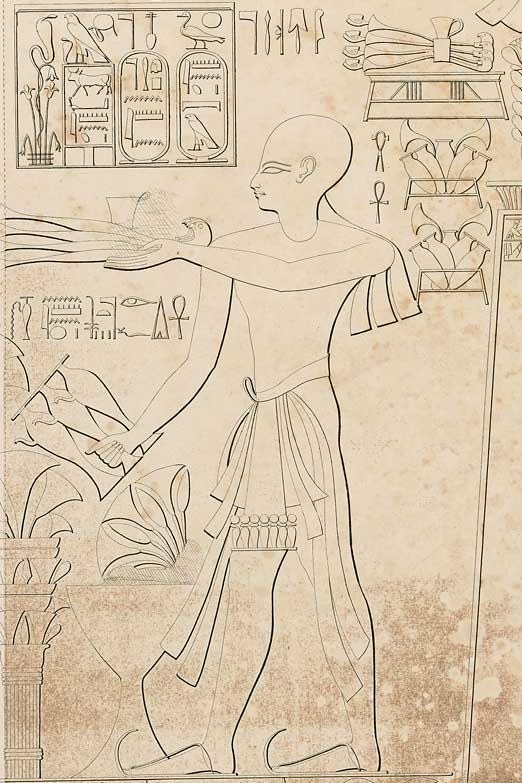
Koning en Hogepriester van Amon, Herihor.

De hogepriester van Amon (Hem netjer Tepi en amon / "eerste profeet van Amon") was de hoogste rang onder de priesters in het oude Egypte in het priesterschap van de god Amon.

## Geschiedenis
De eerste hogepriesters verschijnen voor het eerst onder de eerste farao's van de 18e dynastie van Egypte. Het priesterschap van Amon te Karnak zag haar macht toenemen onder deze dynastie door het belang van het betonen van toewijding aan de god Amon onder Hatsjepsoet en vooral onder Thoetmosis III. Onder de regering van Achnaton werd de priesterschap tijdelijk verboden, maar onder farao Toetanchamon werd deze weer in ere hersteld.
De godsvrouw van Amon was het vrouwelijke tegenhanger van deze functie. Enkel koninklijke echtgenoten van de farao's waren dan ook Godsvrouwen van Amon.
De priesters van Amon kenden vier elkaar hiërarchisch opvolgende priesters of "profeten":
- De hogepriester van Amon of eerste profeet van Amon (hm ntr tepy en Amon),
- De tweede priester van Amon of de tweede profeet van Amon (hm ntr sen-nu en Amon)
- De derde priester van Amon of de derde profeet van Amon (hm ntr khemet-nu en Amon)
- De vierde priester van Amon of de vierde profeet van Amon (hm ntr fed-nu en Amon)

De hogepriester van Amon in Thebe werd aangesteld door de koning. Het was niet ongewoon dat de geestelijke functie werd gedeeld met wereldlijke zaken. Vele van de hogepriesters tijdens de 19e en 20e dynastie van Egypte dienden dan ook als vizier.
Tijdens de derde tussenperiode combineerden de hogepriesters van Amon hun religieuze met militaire functies. De farao's van de 21e dynastie van Egypte en de toenmalige hogepriesters waren met elkaar verwant. De hogepriesters regeerden in het zuiden. De farao's van de 22e, 23e en 24e Dynastie lieten hun zonen hogepriester worden. De heersers van de 25e dynastie installeerden hun dochters als Godsvrouw van Amon. Er zijn twee hogepriesters bekend uit deze periode. De functie werd niet meer uitgeoefend na de 25e Dynastie.

## Lijst van hogepriesters van Amon

### Nieuwe Rijk
| Hogepriester                             | Farao                           | Dynastie |
| ---------------------------------------- | ------------------------------- | -------- |
| Thoety & Minmontoe                       | Ahmose I                        | 18e      |
| Hapoeseneb                               | Hatsjepsoet                     | 18e      |
| Mencheperraseneb I & Mencheperraseneb II | Thoetmoses III                  | 18e      |
| Amenemhat & Mery                         | Amenhotep II                    | 18e      |
| Ptahmose & Meryptah                      | Amenhotep III                   | 18e      |
| Maya                                     | Achnaton                        | 18e      |
| Parannefer, ook Oennefer genoemd         | Toetanchamon & Horemheb         | 18e      |
| Nebneteroe Tenry                         | Seti I                          | 19e      |
| Neboenenef & Hori & Paser & Bakenchonsoe | Ramses II                       | 19e      |
| Roma-Roei                                | Ramses II & Merenptah & Seti II | 19e      |
| Bakenchonsoe II                          | Sethnacht & Ramses III          | 20e      |
| Ramessesnacht                            | Ramses IV tot Ramses IX         | 20e      |
| Amenhotep                                | Ramses IX tot Ramses XI         | 20e      |

### Derde tussenperiode
| Hogepriester                                                               | Farao                        | Dynastie  |
| -------------------------------------------------------------------------- | ---------------------------- | --------- |
| Pianki                                                                     | Ramses XI & Smendes          | 20e & 21e |
| Herihor                                                                    | Ramses XI & Smendes]         | 20e & 21e |
| Pinedjem I, zoon van Pianki                                                | Smendes                      | 21e       |
| Masaharta, zoon van Pinedjem I                                             |                              |           |
| Djedefchonsoefanch I, zoon van Pinedjem I                                  |                              |           |
| Mencheperre, zoon van Pinedjem I                                           |                              |           |
| Nesoebanebdjedet II, zoon van Mencheperre                                  |                              |           |
| Pinedjem II, zoon van Mencheperre                                          | Amenemope, Osochor & Siamun  | 21e       |
| Psoesennes III, mogelijk een zoon van Pinedjem II                          |                              |           |
| Ioepoet, zoon van Sjosjenq I                                               | Sjosjenq I                   | 22e       |
| Sjosjenq, zoon van Osorkon I                                               | Osorkon I                    | 22e       |
| Ioelot, zoon van Osorkon I                                                 | Osorkon I                    | 22e       |
| Nesibanebdjet III, zoon van Osorkon I                                      | Osorkon I                    | 22e       |
| Farao Horsiese I, zoon van Sjosjenq II, geldt als usurpator van Osorkon II | Osorkon II                   | 22e       |
| Nimlot, zoon van Osorkon II                                                | Osorkon II                   | 22e       |
| Pediset, kleinzoon van Osorkon II                                          |                              | 22e       |
| Osorkon, zoon van Takelot II                                               |                              | 22e       |
| Horsiese                                                                   | Sjosjenq III en Pedubastis I | 23e       |
| Takelot                                                                    | Pedubastis I en Sjosjenq IV  | 23e       |
| Horsiese II, zoon van Horsiese en vierde profeet van Amon                  |                              | 23e       |
| Harmachet, zoon van Sjabaka                                                |                              | 25e       |
| Harchebi, zoon van Harmachet                                               |                              | 25e       |